# Prix Mireille-Lantéri
Le Prix Mireille-Lantéri est une récompense de télévision décernée depuis 2011 par la SACD. 
Le Prix récompense le meilleur auteur dont le premier scénario fut porté à la télévision. Le jury est composé des scénaristes Isabel Sebastian, Didier Cohen et Éric Kristy, du producteur Stéphane Strano et de Jean-Pierre Mattéi, le fondateur de la cinémathèque de Corse.
L'intitulé porte le nom de Mireille Lantéri, avec l'approbation de ses parents. Ayant vécu de 1957 à 2009, elle fut scénariste de plusieurs téléfilms et de quelques épisodes de séries TV, elle assura même un atelier d'écriture télévisuelle à la Femis.

## Palmarès
L'année indiquée concerne l'intitulé du prix et non la date de diffusion du téléfilm.
- 2011 : Franck Thilliez pour Obsessions
- 2012 : Didier Vinson pour V comme Vian
- 2013 : Éric Guého et William Willebrod Wigémont pour Bankable
- 2014 : Xavier Dorison et Fabien Nury pour Pour toi, j'ai tué[2]